# Vuelta a Murcia 2024
La 44.ª edición de la clásica ciclista Vuelta a Murcia fue una carrera en España que se celebró el 10 de febrero de 2024 con inicio en el municipio de Alhama de Murcia y final en la ciudad de Murcia sobre un recorrido de 198,7 kilómetros.
La carrera formó parte del UCI Europe Tour 2024, calendario ciclístico de los Circuitos Continentales UCI, dentro de la categoría 1.1. El vencedor fue el australiano Ben O'Connor del Decathlon AG2R La Mondiale, quien estuvo acompañado en el podio por el esloveno Jan Tratnik del Visma | Lease a Bike y el belga Tim Wellens del UAE Emirates, segundo y tercer clasificado respectivamente.

## Equipos participantes
Tomaron parte en la carrera 19 equipos: 9 de categoría UCI WorldTeam, 9 de categoría UCI ProTeam y 1 de categoría Continental. Formaron así un pelotón de 132 ciclistas de los que acabaron 69. Los equipos participantes fueron:
| WorldTeams (9)- Bora-Hansgrohe - Cofidis - Decathlon-AG2R La Mondiale - Groupama-FDJ - Ineos Grenadiers - Intermarché-Wanty - Movistar Team - Team Visma \| Lease a Bike - UAE Team Emirates ProTeams (9)- Burgos-BH - Caja Rural-Seguros RGA - Euskaltel-Euskadi - Equipo Kern Pharma - Lotto Dstny - Q36.5 Pro Cycling Team - Team Flanders-Baloise - TotalEnergies - Tudor Pro Cycling Team Equipo continental- Illes Balears Arabay Cycling |
| |

## Clasificación final
- La clasificación finalizó de la siguiente forma:[4]

| \| Clasificación general \| Clasificación general \| Clasificación general \| Clasificación general \| Clasificación general \| \| Ciclista \| Ciclista \| Equipo \| Tiempo \| \| \| --------------------- \| --------------------- \| -------------------------- \| --------------------- \| --------------------- \| \| 1.º \| Ben O'Connor \| Decathlon-AG2R La Mondiale \| 4 h 50 min 59 s \| \| \| 2.º \| Jan Tratnik \| Team Visma \\| Lease a Bike \| + 58 s \| \| \| 3.º \| Tim Wellens \| UAE Team Emirates \| + 59 s \| \| \| 4.º \| Michał Kwiatkowski \| Ineos Grenadiers \| + 1 min 27 s \| \| \| 5.º \| Valentin Madouas \| Groupama-FDJ \| + 1 min 45 s \| \| \| 6.º \| Sergio Higuita \| Bora-Hansgrohe \| + 1 min 45 s \| \| \| 7.º \| Alessandro Covi \| UAE Team Emirates \| + 1 min 45 s \| \| \| 8.º \| Steff Cras \| TotalEnergies \| + 1 min 45 s \| \| \| 9.º \| Mick van Dijke \| Team Visma \\| Lease a Bike \| + 1 min 45 s \| \| \| 10.º \| Gianluca Brambilla \| Q36.5 Pro Cycling Team \| + 1 min 45 s \| \| |                    |                            |                 |
| |                    |                            |                 |
| Fuente: ProCyclingStats |                    |                            |                 |
| Clasificación general |                    |                            |                 |
| Ciclista | Ciclista           | Equipo                     | Tiempo          |
| 1.º | Ben O'Connor       | Decathlon-AG2R La Mondiale | 4 h 50 min 59 s |
| 2.º | Jan Tratnik        | Team Visma \| Lease a Bike | + 58 s          |
| 3.º | Tim Wellens        | UAE Team Emirates          | + 59 s          |
| 4.º | Michał Kwiatkowski | Ineos Grenadiers           | + 1 min 27 s    |
| 5.º | Valentin Madouas   | Groupama-FDJ               | + 1 min 45 s    |
| 6.º | Sergio Higuita     | Bora-Hansgrohe             | + 1 min 45 s    |
| 7.º | Alessandro Covi    | UAE Team Emirates          | + 1 min 45 s    |
| 8.º | Steff Cras         | TotalEnergies              | + 1 min 45 s    |
| 9.º | Mick van Dijke     | Team Visma \| Lease a Bike | + 1 min 45 s    |
| 10.º | Gianluca Brambilla | Q36.5 Pro Cycling Team     | + 1 min 45 s    |

## Ciclistas participantes y posiciones finales
Convenciones:
- AB-N: Abandono en la etapa "N"
- FLT-N: Retiro por arribo fuera del límite de tiempo en la etapa "N"
- NTS-N: No tomó la salida para la etapa "N"
- DES-N: Descalificado o expulsado en la etapa "N"

## UCI World Ranking
La Vuelta a Murcia otorgó puntos para el UCI World Ranking para corredores de los equipos en las categorías UCI WorldTeam, UCI ProTeam y Continental. Las siguientes tablas son el baremo de puntuación y los diez corredores que obtuvieron más puntos:
| Posición              | 1.º | 2.º | 3.º | 4.º | 5.º | 6.º | 7.º | 8.º | 9.º | 10.º | 11.º | 12.º | 13.º-15.º | 16.º-25.º |
| Clasificación general | 125 | 85  | 70  | 60  | 50  | 40  | 35  | 30  | 25  | 20   | 15   | 10   | 5         | 3         |

| Clasificación |                    |                            |        |
| Posición      | Ciclista           | Equipo                     | Puntos |
| ------------- | ------------------ | -------------------------- | ------ |
| 1.º           | Ben O'Connor       | Decathlon AG2R La Mondiale | 125    |
| 2.º           | Jan Tratnik        | Visma \| Lease a Bike      | 85     |
| 3.º           | Tim Wellens        | UAE Emirates               | 70     |
| 4.º           | Michał Kwiatkowski | INEOS Grenadiers           | 60     |
| 5.º           | Valentin Madouas   | Groupama-FDJ               | 50     |
| 6.º           | Sergio Higuita     | Bora-Hansgrohe             | 40     |
| 7.º           | Alessandro Covi    | UAE Emirates               | 35     |
| 8.º           | Steff Cras         | TotalEnergies              | 30     |
| 9.º           | Mick van Dijke     | Visma \| Lease a Bike      | 25     |
| 10.º          | Gianluca Brambilla | Q36.5                      | 20     |